# Municipio de Escuintla
Municipio de Escuintla är en kommun i Guatemala.   Den ligger i departementet Departamento de Escuintla, i den södra delen av landet, 50 km sydväst om huvudstaden Guatemala City.
Följande samhällen finns i Municipio de Escuintla:
- Escuintla